# Divina (Eslováquia)
Divina é um município da Eslováquia, situado no distrito de Žilina, na região de Žilina. Tem 21,88 km² de área e sua população em 2018 foi estimada em 2.374 habitantes.

## Demografia
| Ano:        | 1994 | 2004   | 2014   | 2024   |
| ----------- | ---- | ------ | ------ | ------ |
| Broj ljudi: | 2419 | 2522   | 2413   | 2456   |
| Razlika:    |      | +4,25% | -4,32% | +1,78% |

| Ano:               | 2023 | 2024   |
| ------------------ | ---- | ------ |
| Número de pessoas: | 2460 | 2456   |
| Diferença:         |      | -0,16% |